# Teddy boys
La subcultura Teddy Boy británica (también conocida como Ted) está caracterizada por hombres jóvenes con vestimentas inspiradas, en parte, por los estilos usados por los dandies de la época eduardiana, estilos que los sastres de Savile Row habían tratado de reintroducir en Gran Bretaña después de la Segunda Guerra Mundial.
La subcultura se inició en Londres en la década de 1950 y se extendió rápidamente por todo el Reino Unido, asociado con el rock and roll. Originalmente conocida como Cosh Boys, el nombre Teddy Boys fue acuñado cuando en 1953 un titular del periódico Daily Express acortó al nombre Edward en su forma coloquial Teddy.
Jóvenes ricos, especialmente oficiales de la guardia, adoptaron el estilo de la era eduardiana. En ese momento de la historia, la era eduardiana distaba poco más de 40 años y sus abuelos, si no sus padres, llevaron el estilo por primera vez. El resurgimiento eduardiano original fue, históricamente, mucho más preciso en términos de reproducir el estilo original de la época eduardiana que el posterior estilo Teddy Boy. Se expresaba en pantalones estrechos, levitas y llamativos abrigos entallados.
Aunque había grupos de jóvenes con sus propios códigos de vestimenta llamados scuttlers en el siglo XIX en Manchester y Liverpool, los Teddy Boys fueron el primer grupo de jóvenes en Inglaterra en diferenciarse como adolescentes, ayudando a crear un mercado enfocado a la juventud.
La película Blackboard Jungle (en español titulada Semilla de maldad), de Estados Unidos, marcó un hito en el Reino Unido. Cuando, en 1956, se proyectó en el Elephant and Castle, al sur de Londres, la audiencia adolescente de Teddy Boys provocó disturbios, rompiendo los asientos y bailando en los pasillos del cine. Después de eso, los disturbios se reprodujeron en todo el país allá donde la película se presentó.
Algunos Teds formaron pandillas y ganaron notoriedad tras los violentos enfrentamientos con bandas rivales, que eran exagerados con frecuencia por la prensa popular. El evento más notable fueron los disturbios raciales de 1958 de Notting Hill, en el que un gran número de Teddy Boys estuvieron implicados en ataques contra la comunidad de las Indias Occidentales. Este estilo de vida violento fue exagerado de forma sensacionalista en la novela barata Teddy Boys, de Ernest Ryman, publicada, por primera vez, en Inglaterra ese año.

## Estilo

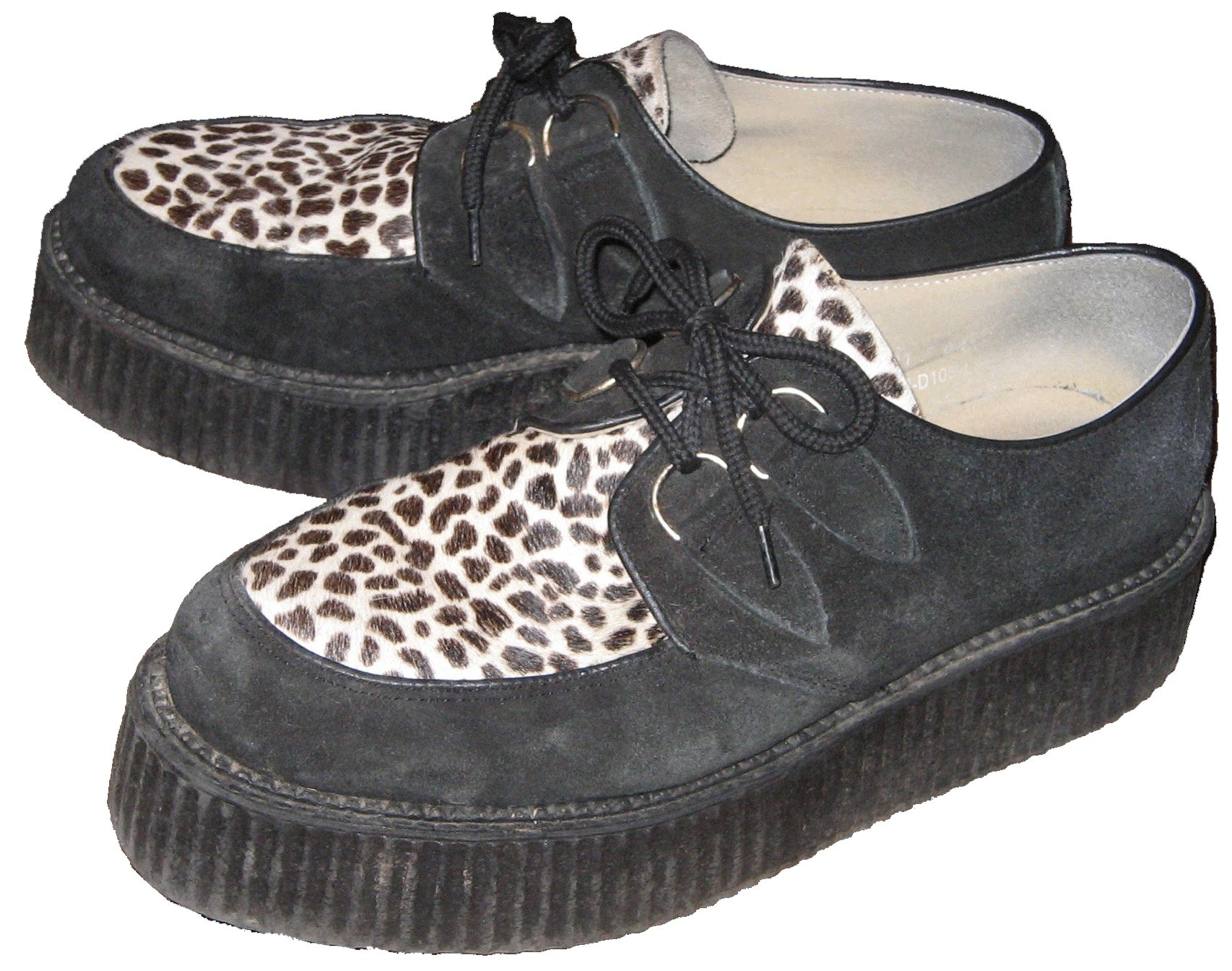
Creepers, zapatos típicos del estilo Teddy Boy

En la Gran Bretaña de postguerra los Teddy Boys hicieron aceptable entre los jóvenes, por primera vez, llamar la atención por la forma de vestir, en lugar de simplemente tener la ropa de trabajo, ropa para ir a la escuela y ropa de domingo.
La tendencia surgió como aumento de los ingresos después de la guerra. La ropa Teddy Boy incluye chaquetas de paño, generalmente en tonos oscuros, a veces con cuello de terciopelo, bolsillos con solapas, pantalón con cintura alta, a menudo exponiendo los calcetines. El conjunto también incluía una camisa de cuello alto sin solapas (conocido como cuello de Mr. B., ya que fue usado a menudo por el músico de jazz Billy Eckstine), un estrecho lazo Slim Jim o una corbata Maverick del oeste americano, y un chaleco brocado. Las prendas eran en su mayoría hechas a medida, con gran coste y pagadas a través de cuotas semanales.
El calzado favorito incluía Oxfords muy pulidos, zapatos gruesos y zapatos con suela ancha, a menudo de ante (conocidos como brothel creepers).
Los peinados preferidos tenían el cabello largo muy moldeado y engrasado, con un flequillo en la frente y el costado peinado hacia atrás en forma de cola de pato (Duck's tail) en la parte trasera.
Otro estilo era el Boston, en el que el cabello engrasado se peinaba hacia atrás y era cortado en cuadrado por la nuca.